# Cancellaria obesa
Cancellaria obesa là một loài ốc biển, là động vật thân mềm chân bụng sống ở biển trong họ Cancellariidae.

## Hình ảnh

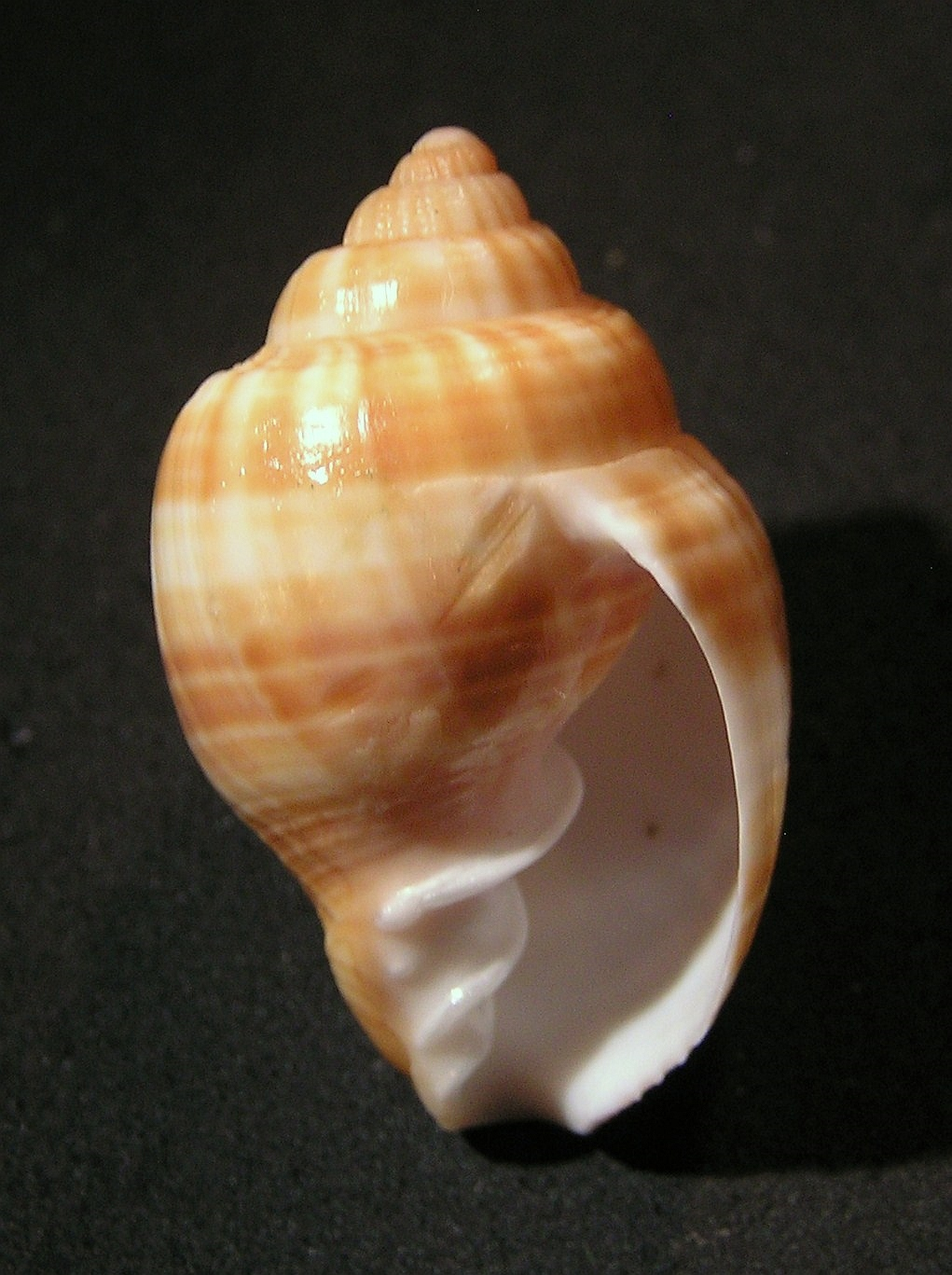
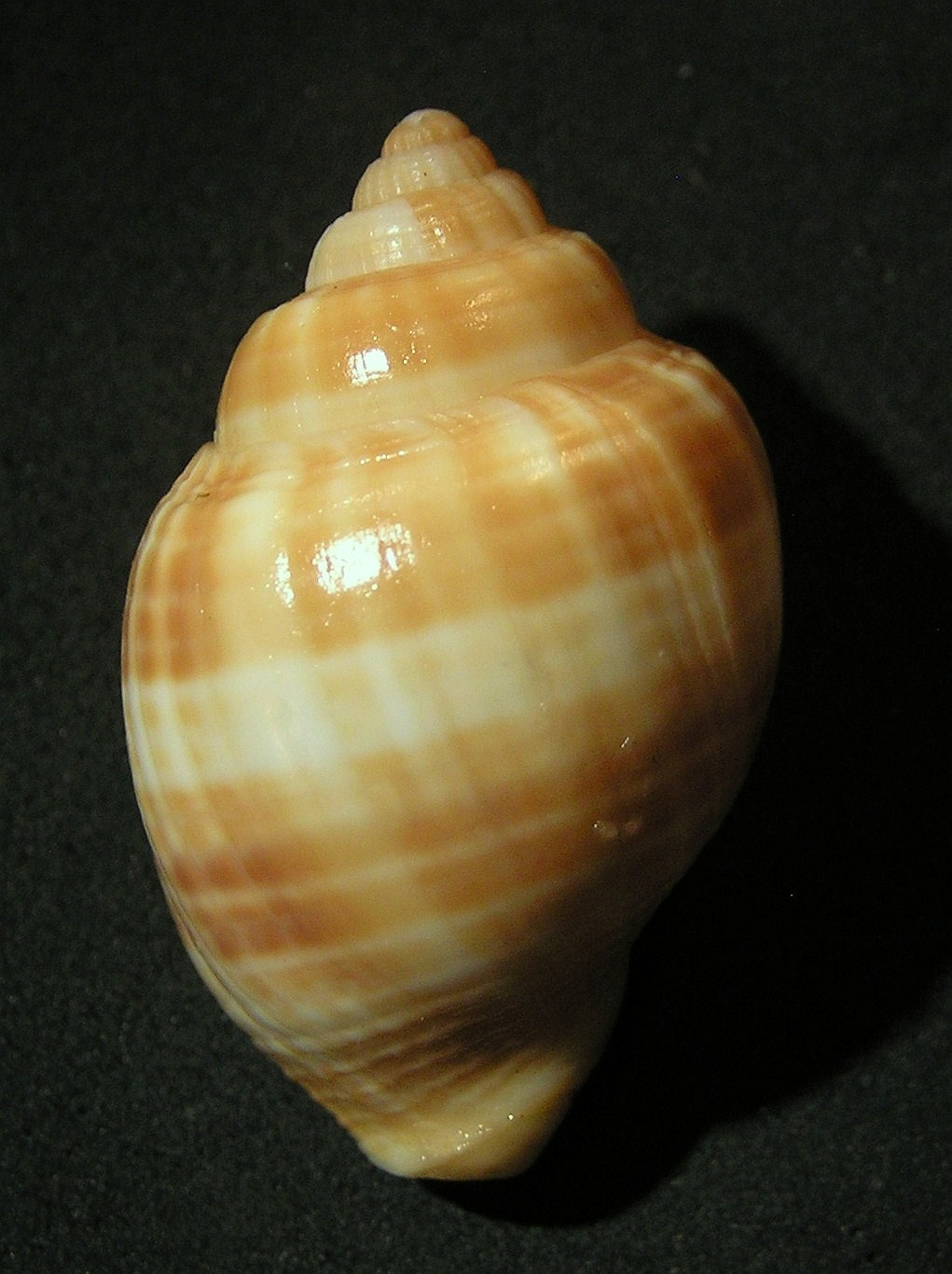